# Лук Северцова
Лук Северцова (лат. Allium sewerzowii) — многолетнее травянистое растение, вид рода Лук (Allium) семейства Луковые (Alliaceae).

## Распространение и экология
В природе ареал вида охватывает Западный Тянь-Шань. Эндемик.
Произрастает на каменистых склонах, обнажениях, солонцах и песках.

## Ботаническое описание
Луковица шаровидная, диаметром 1–2 см; оболочки сероватые, бумагообразные. Стебель высотой 35–85 см, от выступающих жилок бороздчатый.
Листья в числе одного–трёх, шириной 5–20 мм, линейные или линейно-ланцетные, по краю шероховатые, значительно короче стебля.
Чехол в два раза короче зонтика, коротко заострённый. Зонтик полушаровидный или, реже, шаровидный, многоцветковый, густой. Цветоножки в полтора–два раза длиннее околоцветника, почти равные, при основании без прицветников. Листочки звёздчатого околоцветника розовые, с фиолетовой жилкой, линейные, туповатые, позднее вниз отогнутые, скрученные, длиной около 4 мм. Нити тычинок немного короче или равны листочкам околоцветника, при основании с околоцветником сросшиеся, выше между собой почти свободные, шиловидные. Завязь на короткой ножке, шероховатая.
Коробочка почти шаровидная или яйцевидная, диаметром около 4 мм.

## Таксономия
Вид Лук Северцова входит в род Лук (Allium) семейства Луковые (Alliaceae) порядка Спаржецветные (Asparagales).
|  |                                      |  |                                                             |                                                             |                   |  | ещё 24 семейства (согласно Системе APG II) | ещё 24 семейства (согласно Системе APG II) |                     |  |  |  | ещё более 870 видов |
|  |                                      |  |                                                             |                                                             |                   |  | ещё 24 семейства (согласно Системе APG II) | ещё 24 семейства (согласно Системе APG II) |                     |  |  |  | ещё более 870 видов |
|  |                                      |  |                                                             | порядок Спаржецветные                                       |                   |  |                                            |                                            | род Лук             |  |  |  |                     |
|  |                                      |  |                                                             | порядок Спаржецветные                                       |                   |  |                                            |                                            | род Лук             |  |  |  |                     |
|  | отдел Цветковые, или Покрытосеменные |  |                                                             |                                                             | семейство Луковые |  |                                            |                                            | вид Лук Северцова   |  |  |  |                     |
|  | отдел Цветковые, или Покрытосеменные |  |                                                             |                                                             | семейство Луковые |  |                                            |                                            |                     |  |  |  |                     |
|  |                                      |  | ещё 44 порядка цветковых растений (согласно Системе APG II) | ещё 44 порядка цветковых растений (согласно Системе APG II) |                   |  |                                            | ещё около 300 родов                        | ещё около 300 родов |  |  |  |                     |
|  |                                      |  |                                                             | ещё 44 порядка цветковых растений (согласно Системе APG II) |                   |  |                                            |                                            | ещё около 300 родов |  |  |  |                     |